# محمد جلي زاده

محمد جلي زاده أو مەلای گەورە

الشيخ محمد جلي زاده أو محمد بن عبد الله الجلي (الملقب بمەلای گەورە، أي العالم الكبير) كان عالم دين بارز وشاعرا، ولد سنة 1876 في مدينة كويسنجق.

## سيرته
هو جلي زاده محمد بن جمال الدين عبد الله بن ضياء الدين محمد أسعد بن الواثق بالله عبد الله بن مجد الدين عبد الرحمن الجلي بن عبد الله، ووالدته هي عائشة بنت الحاج بكر آغا الحويزي التي توفيت وعمره 5 أعوام.
كان والده الحاج الملا عبد الله الجلي (ولد سنة 1250هـ الموافق 1834م وتوفي سنة 1326هـ الموافق 1908م) عالما دينيا مشهورا وشاعرا مقتدرا وعائلته عرفت عنها أنها ساهمت بجد ونشاط في نشر العلم والثقافة.
بدأ بتعلم القرآن الكريم والعلوم الدينية والفقهية والفلك والمنطق.
عين مفتياً لمدينة كويسنجق سنة 1912، وانتخب عضوا في مجلس ولاية الموصل في العهد العثماني سنة 1914، وعضوا في المجلس التأسيسي العراقي سنة 1924. اعتزل سنة 1928 جميع الوظائف ليتفرغ إلى التأليف، وتوفي في 12 تشرين الأول 1943. كما أصبح قاضيا في كويسنجق سنة 1919.
وهو والد الوزير المفكر والكاتب والأديب والسياسي مسعود محمد.

## مؤلفاته
له عشرات المؤلفات بالعربية والكردية، ومن مؤلفاته الكردية المطبوعة:
- تفسير القرآن الكريم – باللغة الكردية من 10 مجلدات،[1] أتمه قبل وفاته وهو مقسم إلى ثلاثين جزءا بعدد أجزاء القرآن، وهو من أوائل الترجمات الكردية للقرآن.[2]
- ديوان شعري[1]

## كتب عنه
- "صفحات من حياة الملا الكويى (مەلای گەورە) 1876-1943 ولمحات عن شعره"، للمؤلف مغديد حاجي، نشر سنة 2008.[4]